# 梁守槃
梁守槃（1916年4月13日—2009年9月5日），男，福建福州人，中国导弹总体和火箭技术专家，中国科学院院士，中国导弹与航天技术的重要开拓者之一。中国第一枚液体燃料短程弹道导弹、“海鹰”飞航式反舰导弹、“鹰击八号”系列反舰导弹系统的总设计师，被尊称为“中国海防导弹之父”。与任新民、屠守锷、黄纬禄并称为中国“航天四老”。

## 生平
1916年4月13日出生于福建省福州市。1933年考取清华大学机械系航空组，1937年毕业获工程学士学位，接著又進入南昌中央航空机械学校高級班繼續求學，畢業後到航空委員會擔任了繪圖員職務。1938年赴美国获麻省理工学院航空工程硕士学位。1940年至1942年在昆明西南联合大学航空系和机械系任教，1945年到1952年任浙江大学航空系系主任。
1952年9月，奉调到哈尔滨军事工程学院空军工程系任教。1956年被授予中国人民解放军上校军衔。1956年调赴国防部第五研究院；1965年转为第七机械工业部三院（三院被定为专攻海防导弹），曾担任七机部总工程师。1958年4月28日，国防部五院决定，将中国仿制的P-2导弹代号定为“1059”，1960年11月5日一举发射成功，于1964年3月12日被改称为大家所熟知的“东风一号”。文革時當時刚刚高中毕业的兒子梁珪宣就到内蒙古插队了3年多，而后又当过工人。但他开创性地教育方式，组织设计人员从实物反推设计图，强化设计人员对导弹的理解与认识，为我国导弹后续的改型研制和独立研制指明了方向。
1979年10月，中国宇航学会成立，其当选为第一届理事会副理事长。1980年当选为中国科学院学部委员（院士）。1985年当选为国际宇航科学院院士。曾任中国航空航天工业部、航天工业公司高级技术顾问，中国航天科技集团公司和中国航天科工集团公司的高级技术顾问。
2006年10月，与钱学森、任新民、屠守锷、黄纬禄等共5位专家获“中国航天事业五十年最高荣誉奖”。
2009年9月5日，因病医治无效在北京逝世，享年93岁。
梁守槃祖居位于福州市仓山区城门镇梁厝村村里街58号，被列入仓山区第三次全国文物普查不可移动文物名录。

## 参看
- 中国航天史